# Universidad Autónoma de San Luis Potosí
La Universidad Autónoma de San Luis Potosí (UASLP) es la universidad más grande del estado de San Luis Potosí (México). Nace autónoma en 1923 con aprobación del Congreso del Estado, a través del Decreto 106, emitido en enero de 1923. Es así como El Instituto Científico y Literario del Estado de San Luis Potosí, creado en el siglo XIX, se convirtió así en la Universidad Autónoma de San Luis Potosí.
El 10 de enero de 2013 cumplió 90 años de autonomía universitaria, y el 1 de agosto de 2012, 153 años de existencia.
La Universidad Autónoma de San Luis Potosí trasciende en el contexto nacional como una de las mejores instituciones de educación superior del país, al obtener por quinta ocasión consecutiva el Reconocimiento Nacional a la Excelencia Académica en 2009. En la actualidad UASLP ha logrado que el 100% de sus alumnos de licenciatura estén cursando programas educativos de buena calidad, reconocidos por organismos acreditadores nacionales afiliados al Consejo para la Acreditación de la Educación Superior (COPAES). Un alto porcentaje de sus posgrados han alcanzado su registro en el Padrón Nacional de Posgrados de Calidad (PNPC) de CONACYT, y sus estudiantes, maestros e investigadores reciben premios estatales, nacionales e internacionales por la calidad de su trayectoria y desempeño.
La clasificación internacional que evalúa y posiciona a las mejores universidades del mundo, en particular de México y América Latina, Best Global Universities de US News Education, en su más reciente informe de 2017, colocó a la Universidad Autónoma de San Luis Potosí en la tercera posición nacional, después de la UNAM y la Benemérita Universidad Autónoma de Puebla, por considerarla como una institución de calidad y con altos indicadores. Y a nivel Latinoamérica la ubicó en el lugar 19 de entre más de 600 universidades.
La lista de clasificación evalúa de las universidades del mundo, de América Latina y de México los siguientes indicadores: reputación global, reputación global de la investigación que genera, publicaciones, libros, conferencias, impacto de las citaciones de artículos de arbitraje internacional, colaboración internacional, porcentaje total de publicaciones y colaboraciones internacionales, número y porcentaje de artículos más citados arriba del uno por ciento global, en América Latina y en México.
En todos estos indicadores la UASLP supera las cifras de las demás instituciones de educación superior en nuestro país para colocarla en la posición tres con una puntuación global de 37.3. La UNAM con el primer lugar tiene una puntuación de 49 y la BUAP una puntuación de 41. Después de la UASLP le siguen el Instituto Politécnico Nacional, la Universidad Autónoma Metropolitana, la Universidad Autónoma de Nuevo León, la Universidad de Guadalajara, entre otras.
Los mismos indicadores analizaron la lista de clasificación para ubicar a la UASLP en la posición 19 en el ámbito de la educación superior en América Latina, en el contexto de más de 600 universidades de esta región del continente americano. Y en el mundo se posiciona en el lugar 659.
Best Global Universities de US News Education actualiza de forma permanente los indicadores y resultados más relevantes de las universidades que evalúa y analiza del mundo, en América Latina y México. Más de 1250 instituciones de educación superior (universidades), de más de 60 países, han sido clasificadas con base a los 13 indicadores arriba señalados que miden su desempeño académico de investigación y su reputación global y regional. Los estudiantes pueden usar estos rankings para explorar las opciones de educación superior que existen más allá de las fronteras de sus propios países y comparar aspectos clave de las misiones de investigación de las universidades.

## Historia
1623 es el antecedente más remoto de la fundación del Colegio de jesuitas. Como escuela de primeras letras funciona durante más de un siglo hasta la expulsión de los jesuitas el 25 de junio de 1767.
En 1826 es creado el Colegio Guadalupano Josefino por instrucciones del gobernador Lic. Ildefonso Díaz de León. Su primer rector es el señor Dr. Manuel María de Gorriño y Arduengo.
En 1828 el Congreso del Estado la dota de su constitución política y económica. La primera carrera que se imparte es la de Licenciado en Jurisprudencia y los Bachilleratos de Cánones, Jurisprudencia, Teología y Filosofía.
En 1859, el gobernador del estado, el Lic. Vicente Chico Séin, dispone la creación de un colegio bajo el nombre de Instituto Científico y Literario, que por las circunstancias de la guerra de tres años no abre sus cátedras hasta el 23 de mayo de 1861.
En 1862 el Congreso del Estado le otorga la Ley sobre Instrucción Superior, donde establece los requisitos para los estudios de preparatoria y para las carreras de Licenciado en Jurisprudencia, Ingeniero en Minas, Ingeniero Topógrafo, Ingeniero Civil y Medicina.
El 10 de enero de 1923 el gobernador don Rafael Nieto logra que la legislatura local dicte el Decreto n.º 106, que eleva al Instituto Científico y Literario a la categoría de Universidad de San Luis Potosí, otorgándole su autonomía. Queda constituida por las siguientes escuelas: Preparatoria, Jurisprudencia, Medicina, Ingeniería, Comercio, Estudios Químicos (Farmacia), Enfermería y Partera. El día 12 de enero del mismo año se forma el Primer Consejo Directivo Universitario y elige como primer rector de la universidad al Sr. Dr. Juan H. Sánchez.
En 1934 el Congreso del Estado, por su Decreto n.º 35, ratifica la autonomía de la universidad, que desde entonces ostenta el título de Universidad Autónoma de San Luis Potosí.
El 18 de febrero de 1967 con autorización del Consejo Directivo Universitario abre sus puertas la Escuela Preparatoria número 2 en el municipio de Matehuala, con el tiempo esta pasó a ser la única preparatoria de la universidad cambiando su nombre a Escuela Preparatoria de Matehuala.
En 1984 el H. Consejo Directivo Universitario aprueba un proyecto de descentralización y surgen las Escuelas Regionales de Estudios Profesionales en los municipios de Ciudad Valles y Río Verde, actualmente denominadas Unidades Académicas Multidisciplinarias Zona Huasteca y Zona Media.
En 1996 la carrera de Ingeniero Civil recibe la constancia del Consejo de Acreditación de la Enseñanza de la Ingeniería (CACEI, A.C.), siendo esta la primera carrera acreditada de la Universidad Autónoma de San Luis Potosí.
El 30 de junio de 1998, por acuerdo del H. Consejo Directivo Universitario, se aprobó que todos los alumnos que ingresaran a la UASLP deben acreditar cinco niveles del idioma inglés durante el curso de su carrera, dando paso a la creación del Departamento Universitario de inglés (DUI).
En 1999 aprueban el proceso para la acreditación de la Educación Superior (COPAES) las carreras de Médico Estomatólogo e Ingeniero Químico.
El 17 de mayo de 2002 se aprueba la creación de las carreras Licenciado en Historia, Licenciado en Antropología y Licenciado en Geografía, las que se imparten en la Coordinación de Ciencias Sociales y Humanidades.
A partir del 30 de abril de 2004 el Lic. Mario García Valdez asume el cargo de rector de la Universidad Autónoma de San Luis Potosí. La Secretaría de Educación Pública otorga el Premio Nacional de Calidad por haber logrado que el 75% de sus estudiantes de licenciatura esté cursando programas educativos reconocidos de calidad. En el mes de noviembre del mismo año, el entonces Presidente de la República, Vicente Fox, entregó a la Universidad un Reconocimiento Nacional de Calidad, galardón que por primera vez otorgó la Secretaría de Educación Pública (SEP) a las ocho mejores universidades públicas del país.
En 2005 el proceso de admisión para los aspirantes a ingresar a los niveles de Licenciatura y Bachillerato es certificado bajo la norma ISO 9001:2000 por Bureau Veritas Quality International, organización autorizada para auditar y otorgar la certificación mencionada. En agosto, la Universidad recibe de manos del entonces presidente de México, Vicente Fox, el Premio Nacional SEP-ANUIES al Desarrollo y Fortalecimiento Institucional 2005.
En septiembre de 2007, la rectoría, con el apoyo del Gobierno Estatal y del Patronato proconstrucción de Matehuala, inaugura un nuevo campus en este municipio: la Coordinación Académica Región Altiplano, con una oferta educativa de 3 carreras en el área de las ingenierías (Mecatrónica, Química y Mecánico Administrador). Se aprueba la creación de 13 carreras en las distintas entidades académicas de la Universidad, sumando en total 16 nuevas opciones educativas.
El 10 de enero de 2008 la UASLP celebra 85 años de Autonomía Universitaria, día en que (por acuerdo de la LVIII Legislatura local) se devela en letras doradas el nombre de la Universidad Autónoma de San Luis Potosí, en el muro de honor de la sala de sesiones. Este año la Universidad recibió el Reconocimiento Nacional de calidad SEP por tener un alto porcentaje de la matrícula a nivel licenciatura cursando programas de buena calidad.
En 2009 la Institución celebra el 150 aniversario del Instituto Científico Literario, hoy Universidad Autónoma de San Luis Potosí. Por quinta ocasión consecutiva obtuvo el Reconocimiento Nacional de Calidad SEP por tener el 100% de su matrícula a nivel licenciatura cursando programas de buena calidad, con 46 carreras en el nivel 1 de los CIIES, 32 carreras acreditadas y 36 programas de posgrado registrados en el Programa nacional de Psogrados del CONACYT. Además el 88% de los profesores de tiempo completo cuentan con un posgrado y 218 investigadores universitarios se encuentran en el Padrón del Sistema Nacional de Investigadores, logros que ubican a la institución como una de las mejores del país. Se aprueban la creación de 2 nuevas carreras: Lic. en Ciencias Ambientales y Salud en la facultad de Medicina, y Lic. en Administración en Unidad Académica Multidisciplinaria Zona Huasteca (UAMZH).
En 2011 se aprueban las carreras de Médico Cirujano y Técnico Superior Universitario en Gastronomía en el campus huasteca, Lic. en Biología e Ing. en Nanotecnología y Energías Renovables en la Facultad de Ciencias y Médico Veterinario Zootecnista en la facultad de Agronomía.
En 2015, la UASLP rompió récord de asistencia en su examen de ingreso.

## Membresías y acreditaciones
- ANUIES: Asociación Nacional de Universidades e Instituciones de Enseñanza Superior.
- CUMEX: Consorcio de Universidades Mexicanas.
- CONAHEC: Consorcio para la Colaboración de la Educación Superior de América del Norte.

## Escuelas, Coordinaciones, Facultades y Oferta Educativa
En el año 2017 se autoriza por el Honorable Consejo Directivo Universitario (HCDU) el programa educativo número 100 teniendo de esta manera 99 licenciaturas, 29 especialidades, 40 maestrías y 20 doctorados, que imparten 12 facultades, dos escuelas y una coordinación en la capital del estado; dos unidades académicas multidisciplinarias en Ciudad Valles y Rioverde; la Coordinación Académica Región Altiplano y el Bachillerato General en la Escuela Preparatoria de Matehuala, así como los nuevos campus de Tamazunchale y Salinas.
Además 42 posgrados están reconocidos en el Padrón Nacional de Posgrados de Calidad, porque tienden a satisfacer las necesidades de los sectores social y productivo del estado y de la región.

### Facultad de Ciencias
Carreras:

Escudo de la Facultad de Ciencias.

La Facultad de Ciencias fue fundada en 1956 como la Escuela de Física por el Dr. Gustavo del Castillo y Gama y el Físico Candelario Pérez. La oferta académica de la Escuela era únicamente la Licenciatura en Física. La Escuela cerró sus puertas una vez que la primera generación empezó sus cursos, y no volvió a aceptar inscripciones hasta 1960. Aproximadamente 4 alumnos terminaron sus estudios. Los egresados de la primera generación se incorporaron como maestros de la Escuela, aunque la mayoría de ellos aún no obtenían el título.
A mediados de los sesenta, decepcionado por el poco apoyo que la Universidad le daba a la escuela, el Dr. del Castillo y Gamma dejó la dirección de la Escuela, y un par de años después, el Fis. Pérez siguió sus pasos incorporándose al Instituto Mexicano del Petróleo. La Escuela quedó acéfala y en el caos total. Ante esta situación, Juan Cárdenas, egresado de la primera generación, tomó la dirección de la Escuela al concluir su tesis en el diseño de una cámara de nubes. Ante la falta de maestros, los alumnos avanzados daban clase a los de nuevo ingreso. La escuela seguía en el caos, y finalmente un movimiento estudiantil obligó al Fis. Cárdenas a dejar de la dirección de la escuela. En 1972, la escuela estaba sin director y casi sin maestros. La mayoría de los alumnos que desempeñaban las funciones de maestros dejaron la Escuela para realizar sus tesis en el CINVESTAV, la UNAM o la BUAP.
Cuando la Escuela estaba a punto de dejar de existir, el Dr. Joel Uriel Cisneros Parra regresó de Alemania, donde había realizado su doctorado, para hacerse cargo de la misma. El Dr. Cisneros era egresado de la Escuela del año de 1966. Cuentan los rumores que una comisión de alumnos fue a buscarlo a su casa en el municipio de Salinas para convencerlo de regresar a la Escuela y no aceptar ofertas de trabajo más atractivas. Bajo la dirección del Dr. Cisneros, la Escuela se transformó en Facultad y amplió su oferta académica en matemáticas y electrónica. Junto con el Instituto de Física ofreció programas de doctorado; el Dr. Pedro Villaseñor fue el primer egresado de este programa. Actualmente, el director del Instituto de Física es el Dr. José Luis Arauz Lara. (Toda la información anterior está basada en el Libro "Física al Amanecer" del Fis. Candelario Pérez, y en notas que aparecieron en el Hijo del Cronopio).
Finalmente, en 1982 el Dr. Parra tuvo que dejar la dirección de la Facultad ante un movimiento organizado por alguno de los profesores. Después de un proceso de transición, el Fis. Guillermo Marx se convirtió en el director de la Facultad, hasta 1996, cuando el Fis. Benito Pineda tomó posesión como director. Desde el 2008 hasta el 2016 el director de la Facultad fue el Fis. Jorge Alejandro Ochoa Cardiel. A partir de 2016 el director es el Dr. Daniel Ulises Campos Delgado.
Es importante destacar que todos los directores de la Escuela/Facultad, exceptuando a los fundadores, han sido egresados de la misma. Es también importante destacar que de aquella generación de los 60 y 80, la mayoría de ellos son ahora figuras influyentes de la física en México y en el mundo. Ejemplos de ellos son los Dr. José Luis Morán López, Dra. Carmen del Pilar Suárez Rodríguez, Dr. Alfonso Lastras Martínez y el Dr. Hugo Navarro Contreras, por citar algunos.
En 2008, el Dr. Gelasio Salazar, egresado de la Facultad y profesor de la misma, recibió el premio de la Academia Mexicana de las Ciencias a la Investigación en el área de las Ciencias Exactas.

### Facultad de Ciencias Químicas
Sus orígenes se remontan al 7 de enero de 1878, cuando se establece la Escuela de Farmacia, cuyas cátedras se ofrecían en el Instituto Científico y Literario. El proceso de evolución académica continuó y para el año de 1898 se contaba ya con las carreras de Farmacéutico, Ingeniero Minero y Ensayador y Apartador de Metales. En 1928, se reglamentaron los planes de estudio de Ciencias Químicas, creándose las carreras de Farmacéutico, Químico Farmacéutico, Químico Petrolero y Ensayador Químico. En 1934, a iniciativa del Químico Andrés Acosta López, se reestructuraron los planes de estudios de la Escuela de Ciencias Químicas, adoptándose íntegramente los de la Universidad Nacional de México, estableciéndose las carreras de Farmacéutico, Ensayador de Metales, Químico Farmacéutico, Químico Farmacobiólogo y Químico Industrial. Hacia 1956 la Escuela de Ciencias Químicas obtuvo su independencia local, al conseguir un espacio propio en el anexo del Edificio Central de la UASLP, que anteriormente había sido auditorio y biblioteca pública.
En 1969 la Universidad Autónoma de San Luis Potosí inició la construcción de los edificios en terrenos localizados en la confluencia de la Carretera Guadalajara y la Diagonal Sur, donde actualmente se encuentra situada la Facultad de Ciencias Químicas, siendo inaugurada el 18 de junio de 1970. Actualmente tiene 143 años desde su fundación.

### Facultad de Derecho "Abogado  Ponciano Arriaga Leija"
Por los documentos de la época virreinal sabemos que en San Luis Potosí, desde su fundación como pueblo, se avecindaron un gran número de cultivadores de la ciencia jurídica y que fungieron en la administración pública en calidad de Alcaldes Mayores, Jueces, Asesores Letrados, y que varios de ellos fueron trasladados a la Audiencia de Guadalajara y a la de México como un reconocimiento a su eficaz y brillante desempeño en los cargos que ocuparon. Y si bien se carece de información sobre la existencia de alguna Institución dedicada al estudio del Derecho, lo cierto es que en nuestro pueblo desde su nacimiento los potosinos tenemos una firme tradición jurídica.
Según sabemos, por la historia, las primeras cátedras sobre Derecho que se impartieron en suelo potosino fueron en el Colegio de los Padres Jesuitas que inició sus actividades académicas el año de 1625 con una escuela de primeras letras, pero además, se impartían clases de latinidad, Religión, estudios de Humanidades, Filosofía, Teología y Cánones, esta última corresponde a la enseñanza jurídica, dichos estudios prevalecieron hasta la expulsión de los jesuitas de los dominios españoles, acaecida la madrugada del 25 de junio de 1767.
La enseñanza del Derecho volvió a hacer su aparición hasta el siglo XIX al establecer el primer Gobernador de San Luis Potosí, a instancias del Padre don Manuel María de Gorriño y Arduengo, el Colegio Guadalupano Josefino.
Dentro del Sistema de Bibliotecas de la Universidad, cuya modernización inició en el año 1994, se cuenta con el Centro de Información especializado en las Ciencias Sociales en el cual se fusionaron las anteriores bibliotecas de la Facultad de Derecho y la Facultad de Contaduría y Administración. El edificio que alberga el Centro de Información en Ciencias Sociales (CICSA) ofrece sus servicios a una comunidad de 5 500 usuarios, de los cuales se estima que más de 2 300 estudiantes acuden diariamente a consultar las colecciones de libros, almanaques, enciclopedias, periódicos, revistas especializadas, así como material académico audiovisual.
El CICSA fue creado y llevado a cabo por el entonces Rector de la UASLP, Ing. Jaime Valle Méndez, y fue inaugurado en el mes de febrero del año 2000 por el actual Rector, el Lic. Mario García Valdez quien posteriormente, en 2005, inauguró el conjunto mural Historia de la Humanidad que comprende tres pinturas murales del pintor y escultor Jorge Figueroa Acosta y que se encuentran distribuidos en cada uno de los pisos del edificio.
A partir del mes de junio de 2000 ocupa la dirección el Sr. Lic. Ricardo Sánchez Márquez. También se aprobaron las Maestrías en Política Criminal, y en Derecho Constitucional y Amparo. Destacando el fortalecimiento que se dio tanto a la infraestructura como al equipamiento de la institución. Reelecto para un nuevo periodo en el año 2004, renuncia a la dirección de la Facultad el 14 de octubre de 2005, para ocupar la designación de Magistrado del Supremo Tribunal de Justicia del Estado.
El 26 de octubre el 2005, el H. Consejo Directivo Universitario, eligió al Lic. Fernando Sánchez Lárraga, para concluir el periodo estatutario 2004 a 2008 del Lic. Ricardo Sánchez Márquez. En su inicial gestión se aprobó a partir del mes de junio de 2006, el cambio de nombre de la carrera de abogado a la de Licenciado en Derecho, y el título de abogado, también al de Licenciado en Derecho. Recibiendo particular impulso el uso de las Tecnologías de la Información y Comunicación (TIC’s).
En 2009 inició la construcción de la Sala de Juicios Orales, se concluyó a finales del mismo año y se inauguró el 22 de enero de 2010.

### Facultad del Hábitat

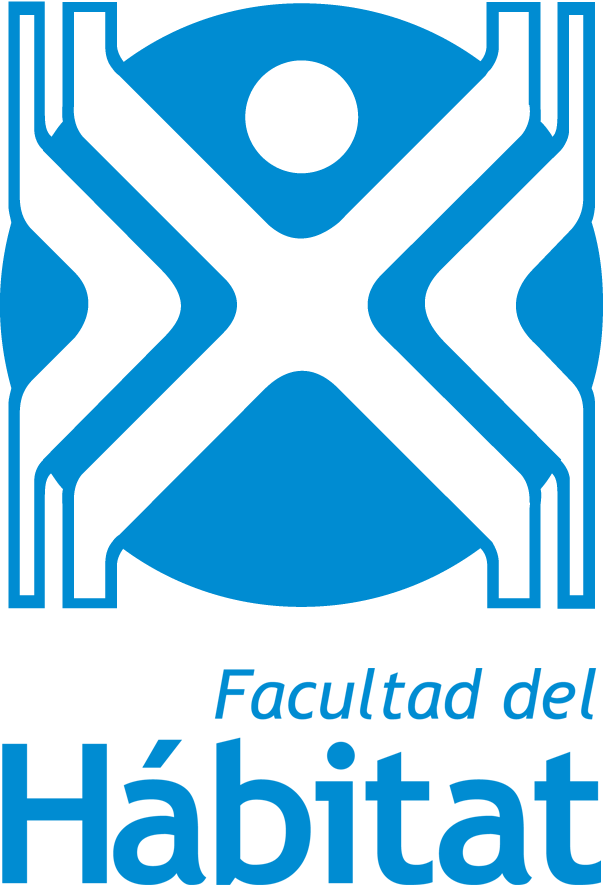
Escudo de la Facultad del Hábitat

La Facultad del Hábitat es una entidad dependiente de la UASLP fundada en 1972, ofrece actualmente 6 licenciaturas y 1 posgrado, ubicada en la Zona Universitaria de San Luis Potosí.

### Facultad de Ingeniería

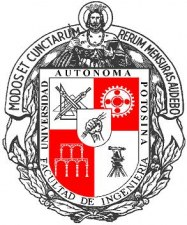
Escudo de la Facultad de Ingeniería.

La Facultad de Ingeniería de la UASLP es de las facultades que más tiene una demanda de ingreso, ubicada en la Zona Universitaria Poniente de San Luis Potosí y fundada en el año de 1945, hoy en día cuenta con:
- 15 Licenciaturas. Todas ellas acreditadas por el Comité de Acreditación para la Enseñanza de la Ingeniería, A.C., (CACEI). Así como 6 de ellas acreditadas por ABET , Agencia certificadora en Estados Unidos (www.abet.org). Las carreras acreditadas por ABET son: Ingeniería Civil y las 5 carreras del área mecánica y eléctrica.
- 8 Maestrías (6 en el Padrón Nacional de Posgrados de Calidad del CONACYT).
- 3 Doctorados. (3 en el Padrón Nacional de Posgrados de Calidad del CONACYT).

### Unidad Académica Multidisciplinaria Zona Media
La Unidad Académica Multidisciplinaria Zona Media (UAM ZM) es una entidad académica de la Universidad Autónoma de San Luis Potosí (UASLP) con sede en la ciudad de Rioverde, San Luis Potosí. Tiene 34 años de ofrecer servicio educativo a la sociedad de la Zona Media del estado.
Como Institución de educación superior, la UAM ZM tiene como objetivo la formación de profesionales que cuenten con los conocimientos científicos, tecnológicos y humanísticos en un ambiente que propicie el pleno desarrollo de las capacidades, habilidades y actitudes de toda su comunidad estudiantil, acordes con los requerimientos actuales y futuros de la sociedad.
Autoridades universitarias develaron una placa alusiva a la inauguración del nuevo edificio construido en una superficie de más de 4 mil metros cuadrados que albergará a los alumnos, laboratorios, clínicas y talleres de las nuevas licenciaturas del campus: Licenciatura en Enfermería y Licenciatura en Mercadotecnia.
Posteriormente, enterraron una cápsula del tiempo que se abrirá en el 2034.

## Admisiones
La demanda de educación superior y el compromiso social de la educación pública, exigen el aprovechamiento óptimo de espacios disponibles y la asignación de los mismos a través de un proceso de selección de alumnos, objetivo, confiable y transparente. En este sentido la institución ha diseñado un Proceso de Admisión, certificado en ISO 9001:2008 auditado semestralmente por un organismo internacional, con observadores externos, con la participación de académicos y funcionarios constituidos en Comisiones que vigilan, conducen y aplican los exámenes de selección.
En el pasado proceso de admisión 2019, bajo el estatuto de calidad, se aplicaron exámenes de:
- Examen Psicométrico
- Examen de Conocimientos
- Examen EXANI II

Cabe recalcar que es de las únicas universidades públicas del país que no toma en cuenta el promedio de bachillerato en su proceso de admisión y que no usa el examen EXANI II como único elemento de admisión.

## Mascota
El tejón posee atributos físicos y sociales que le permiten desarrollarse en un mundo competitivo donde sólo el trabajo en equipo garantiza su supervivencia.

### Atributos físicos
El tejón es un animal con una fuerte musculatura que le permite trepar y correr, con una excelente visión nocturna, un oído y olfato altamente desarrollados, una piel gruesa que le protege de las bajas temperaturas y un hocico prominente que le permite excavar enormes grutas subterráneas de 3 a 4 metros de altura habitadas como viviendas.

### Atributos sociales
Los tejones son muy sociables y forman relaciones estrechas, suelen vivir en grupos de 2 a 12 individuos, con un promedio de 4 a 6 adultos, aun cuando se han llegado a citar grupos de hasta 23 individuos, que habitan en las llamadas tejoneras, las cuales son heredadas por generaciones.
Con una gran capacidad de organización estos animales construyen sus viviendas habilitadas con una cámara principal, conductos principales, conductos de ventilación y de escape así como también espacios para cuneros donde resguardan a sus crías y letrinas para mantener limpias el resto de las áreas.